# Fitzroy Maclean
Sir Fitzroy Hew Maclean, 1. Baronet KT CBE (* 11. März 1911 in Kairo, Ägypten; † 15. Juni 1996 in Hertford, England) war ein schottisch-britischer Diplomat, Offizier, Schriftsteller und Politiker.

## Leben
Fitzroy Maclean wurde als Sohn des britischen Majors Charles Maclean und seiner Frau Gladys Royle in Kairo geboren. Er besuchte das Eton College und bis 1932 das King’s College der Universität Cambridge. Danach trat er in den diplomatischen Dienst des Vereinigten Königreiches ein.
Zunächst war er ab 1934 an der britischen Botschaft in Paris stationiert. Er drängte auf eine Versetzung in die Sowjetunion und wurde 1937 nach Moskau versetzt. Auf eigene Faust bereiste er das Land und gelangte bis Zentralasien und Afghanistan. Nach seiner Rückkehr berichtete er von Stalins Säuberungsprozessen nach London.
Mit Kriegsbeginn 1939 trat er aus dem Diplomatischen Dienst aus und meldete sich freiwillig zur Britischen Armee. Von 1941 bis 1974 war er Abgeordneter im House of Commons für die Conservative Party. Er vertrat die Wahlkreise Lancaster (1941–59) und Bute and Northern Ayrshire (1959–74).
In der Armee stieg er rasch auf und erreichte schließlich den Dienstgrad eines Major-General. Er kämpfte in den neu gegründeten Spezialeinheiten des Special Air Service. Anfangs war er in Nordafrika eingesetzt. Ende 1942 führte ihn ein Kommandounternehmen in den Iran, wo gerüchtehalber auf Betreiben der Deutschen ein Aufstand gegen die anglo-sowjetische Besatzung vorbereitet wurde. Maclean brachte den General Zahidi, der die Rebellion anzuführen schien, in seine Gewalt und entführte ihn nach Palästina.
Per Fallschirm wurde er 1943 im Auftrag Churchills in Jugoslawien abgesetzt, wo er sich mit dem kommunistischen Partisanenführer Josip Broz Tito anfreundete und die SOE-Mission to Yugoslavia leitete. Maclean gilt als treibende Kraft hinter der Entscheidung der Alliierten, die Kommunisten als Vertreter des jugoslawischen Widerstandes zu unterstützen, anstelle der bis dahin bevorzugten monarchistischen Exilregierung in London und deren Vertreter, der Tschetniks. Er durfte auch ein Anwesen in Jugoslawien erwerben. 1944 wurde Maclean als Commander des Order of the British Empire.
Er heiratete 1946 Hon. Veronica Nell Phipps (1920–2005), Witwe des Alan Phipps (1915–1943) und Tochter des Simon Fraser, 14. Lord Lovat, mit der er zwei Söhne hatte.
Nach Kriegsende verfasste Maclean Bücher über seine Abenteuer (1949: Eastern Approaches) und zur schottischen Geschichte. Außerdem arbeitete er an Fernsehdokumentationen und als Kommentator zu Ereignissen in der Sowjetunion. 1957 wurde er mit dem Titel Baronet, of Dunconnel in the County of Argyll, in den erblichen Adelsstand erhoben. Ian Fleming (der 3 Jahre älter war als Maclean und wie dieser in Eton) soll für seine Agentenfigur James Bond auch von Maclean und seinen Einsätzen inspiriert worden sein.
Fitzroy Maclean erwarb mit seiner Frau einen Landsitz in Westschottland am Loch Fyne, wo sie auch ein Hotel betrieben.
Nach dem Ende der Jugoslawienkriege organisierte und begleitete er mit seiner Frau Hilfslieferungen nach Bosnien und Korčula. 1994 wurde er als Knight Companion des Distelordens ausgezeichnet.
Er starb während eines Besuchs bei Freunden in England an einem Herzinfarkt. Seinen Adelstitel erbte sein älterer Sohn Charles Edward Maclean (* 1946).

## Schriften (Auswahl)
- Tito. Ein Kampfgefährte berichtet. Orell Füssli, Zürich 1980, ISBN 3-280-01257-0.
- Take nine spies. Weidenfeld & Nicolson, 1978, ISBN 978-0297773856
- Fitzroy Maclean: Eastern Approaches. Penguin Books, London 1991, ISBN 978-0-14-104284-8.